# ミーハー (森高千里のアルバム)
『ミーハー』は、森高千里の通算2枚目のスタジオ・アルバム。1988年3月25日発売。発売元は、ワーナー・パイオニア／ワーナー・ブラザース・レコード。

## 解説
- キャッチコピーは「ロック?ポップス?どっちでもいいや」。
- 前作からわずか8カ月を経て発売されたセカンド・アルバム。シングル「オーバーヒート・ナイト」「GET SMILE」、そして森高が初めて自ら作詞をしたタイトルチューン「ミーハー」を収録。
- 森高はデビュー当時、テレビ番組やライブなど人前で歌うのが苦手でレコーディングも苦痛でしょうがなかったと『月刊カドカワ』などのインタビューで語っているが、このアルバム制作時からレコーディングスタッフなどに作業の質問をしたり、自分から積極的に制作に関わるようになって歌は下手だけど歌うことが好きになってきたとも同誌で語っている。
- 森高が作詞を担当したタイトル曲は本作発売から1ヵ月後の4月25日に『ザ・ミーハー (スペシャル・ミーハー・ミックス)』としてリミックスされて、タイトルチューンの曲をカップリングで収録して4枚目のシングルとして発売された。
- 偶然ではあるが、収録曲のうち「NIGHT」とつく曲が4曲も収録されている（「オーバーヒート・ナイト」「YOKOHAMA ONE NIGHT」「47HARD NIGHT」「KISS THE NIGHT」）

## 収録曲
| #         | タイトル                   | 作詞       | 作曲      | 編曲                            | 時間  |
| --------- | -------------------------- | ---------- | --------- | ------------------------------- | ----- |
| 1.        | 「オーバーヒート・ナイト」 | 伊秩弘将   | 斉藤英夫  | 斉藤英夫                        | 5:09  |
| 2.        | 「YOKOHAMA ONE NIGHT」     | 伊秩弘将   | 斉藤英夫  | 斉藤英夫                        | 4:41  |
| 3.        | 「GOOD-BYE SEASON」        | 久和カノン | 山本拓巳  | 山本拓巳                        | 4:19  |
| 4.        | 「CAN'T SAY GOOD-BYE」     | 伊秩弘将   | 斉藤英夫  | 斉藤英夫                        | 4:30  |
| 5.        | 「PI-A-NO」                | 久和カノン | 島健      | 島健                            | 4:52  |
| 6.        | 「47 HARD NIGHTS」         | 伊秩弘将   | 斉藤英夫  | 斉藤英夫                        | 4:57  |
| 7.        | 「WEEKEND BLUE」           | 伊秩弘将   | 斉藤英夫  | 斉藤英夫                        | 4:07  |
| 8.        | 「KISS THE NIGHT」         | 伊秩弘将   | 山本拓巳  | 山本拓巳                        | 5:28  |
| 9.        | 「ミーハー」               | 森高千里   | 斉藤英夫  | 斉藤英夫                        | 4:55  |
| 10.       | 「GET SMILE」              | 伊秩弘将   | 島健      | 島健 コーラスアレンジ：斉藤英夫 | 5:30  |
| 合計時間: | 合計時間:                  | 合計時間:  | 合計時間: | 合計時間:                       | 48:28 |

## 楽曲解説
1. オーバーヒート・ナイト (Album Version)
  - セカンドシングル。CDジャケットに表示は無いが、シングル盤ではフェードアウトだったアウトロがカットアウトになっている。アナログ盤のジャケットとインナースリーブ、帯、カセットテープの歌詞カードには（Album Version）と表記されている。プロモーション非売品でラジオ局、有線放送などの業界用に配布された12インチアナログ盤の (EXTENDED MIX）も存在するが、2019年11月3日のレコードの日に発表から32年後に初の市販化が決まって完全限定生産発売された。
2. YOKOHAMA ONE NIGHT
3. GOOD-BYE SEASON (Album Version)
作詞：久和カノン、作曲・編曲：山本拓巳
  - CDジャケットに表示は無いが、シングル盤（「GET SMILE」カップリング）とはアレンジが異なる。アナログ盤のジャケットとインナースリーブ、帯、カセットテープの歌詞カードには (Album Version)と表記されている。
4. CAN'T SAY GOOD-BYE
5. PI-A-NO
6. 47 HARD NIGHTS
7. WEEKEND BLUE (Album Mix)
  - CDジャケットに表示は無いが、シングル盤（「オーバーヒート・ナイト」カップリング）とはアレンジが異なる。アナログ盤のジャケットとインナースリーブ、帯、カセットテープの歌詞カードには（Album Mix）と表記されている。
8. KISS THE NIGHT
9. ミーハー
  - 4枚目のシングルカップリング曲。
10. GET SMILE (Album Version)
  - 3枚目のシングル。CDジャケットに表示は無いが、シングル盤よりアウトロが長い。アナログ盤のジャケットとインナースリーブ、帯、カセットテープの歌詞カードには（Album Version）と表記されている。

## 参加ミュージシャン
- 森高千里：Vocal, Fender Rose Solo(on PI-A-NO), Timbales Solo(on ミーハー)

| オーバーヒート・ナイト (Album Version) Music Production：斉藤英夫 - 斉藤英夫：Guitars, Chorus, Drum Programs and Synthesizer Programs - 塚田のび太：Keyboards and Synthesizer Programs - 辻野リューベン：Hi Hat and Crash - 菅野真吾：Congas - 中山みさ：Background Vocal YOKOHAMA ONE NIGHT Music Production：斉藤英夫 - 斉藤英夫：Guitars, Chorus, Drum Programs and Synthesizer Programs - 塚田のび太：Keyboards and Synthesizer Programs - 菅野真吾：Guiro - JAKE. H. CONCEPCION：Tenor Saxophone - 中山みさ：Background Vocal GOOD-BYE SEASON (Album Version) Music Production：山本拓巳 - 佐藤純朗：Guitars - NANA：Chorus - 藤生ゆかり：Background Vocal - JAKE. H. CONCEPCION：Tenor Saxophone - 有馬知章：Synthesizer Programs CAN'T SAY GOOD-BYE Music Production：斉藤英夫 - 斉藤英夫：Guitars, Chorus, Drum Programs and Synthesizer Programs - 塚田のび太：Keyboards and Synthesizer Programs PI-A-NO Music Production：島健 - 森高千里：Fender Rose Solo - 島健：Acoustic Piano, Vocal and Other Keyboards - 根岸貴幸：Synthesizer Programs | 47 HARD NIGHTS Music Production：斉藤英夫 - 斉藤英夫：Guitars, Chorus, Drum Programs and Synthesizer Programs - 塚田のび太：Keyboards and Synthesizer Programs WEEKEND BLUE (Album Mix) Music Production：斉藤英夫 - 斉藤英夫：Guitars, Chorus, Drum Programs and Synthesizer Programs - 塚田のび太：Keyboards and Synthesizer Programs - 辻野リューベン：Crash - 菅野真吾：Trombone KISS THE NIGHT Music Production：山本拓巳 - 佐藤純朗：Guitars - NANA and 山本拓巳：Chorus - 藤生ゆかり：Background Vocal - 美久月千晴：Bass - 古川初穂：Electric Piano - 有馬知章：Synthesizer Programs ミーハー Music Production：斉藤英夫 - 森高千里：Timbales Solo - 斉藤英夫：Guitars, Chorus, Drum Programs and Synthesizer Programs - 塚田のび太：Keyboards and Synthesizer Programs - 中山みさ：Background Vocal GET SMILE (Album Version) Music Production：島健 Chorus and Guitars Arrangement：斉藤英夫 - 島健：Keyboards - 斉藤英夫：Chorus, Guitars - 美久月千晴：Bass - JAKE. H. CONCEPCION：Tenor Saxophone - 藤生ゆかり：Background Vocal - 根岸貴幸：Synthesizer Programs |